# Konstytucja marcowa
Konstytucja marcowa (Ustawa z dnia 17 marca 1921 roku Konstytucja Rzeczypospolitej Polskiej) – ustawa zasadnicza uchwalona przez Sejm Ustawodawczy, opublikowana 1 czerwca 1921. Mimo uchwalenia w 1921 roku wiele jej postanowień weszło w życie dopiero po wyborach do parlamentu w 1922 roku i wyborze Prezydenta Rzeczypospolitej. Została w zdecydowanej większości uchylona przez Sejm z dniem 24 kwietnia 1935 i zastąpiona przez konstytucję kwietniową. Składała się z siedmiu rozdziałów, w skład których wchodziło 126 artykułów. Określenie „konstytucja marcowa” pochodziło od miesiąca uchwalenia konstytucji przez Sejm Ustawodawczy.
Była to pierwsza nowoczesna polska konstytucja, będąca konstytucją pełną. Wprowadzała egalitarny ustrój republiki demokratycznej o parlamentarno-gabinetowym systemie rządów. Władzę zwierzchnią (art. 2) przyznawała Narodowi Polskiemu (bez normatywnej jego definicji, gdyż ustrojodawca oparł się na stanowisku doktryny francuskiej, uznającej naród za podmiotowość polityczną wszystkich obywateli państwa, bez względu na ich przynależność etniczną), który nie sprawował jej sam, lecz za pośrednictwem specjalnych organów, zbudowanych zgodnie z monteskiuszowską koncepcją trójpodziału władz (art. 2 in fine).
Jednym z najistotniejszych postanowień konstytucji było zniesienie wszelkich przywilejów stanowych obywateli, tj. nieuznawanie przez państwo „przywilejów rodowych ani stanowych, jak również żadnych herbów, tytułów rodowych i innych, z wyjątkiem naukowych, urzędowych i zawodowych” (art. 96).

## Geneza uchwalenia
Odzyskanie przez Polskę niepodległości po 123 latach zaborów stworzyło konieczność określenia ustroju odrodzonego państwa. W tym celu 10 lutego 1919 zebrał się Sejm Ustawodawczy . Ponieważ dla jego posłów oczywiste było, że stworzenie konstytucji jest procesem trudnym i długotrwałym, postanowiono, że do czasu uchwalenia właściwej ustawy zasadniczej zasady funkcjonowania państwa będzie określać akt o charakterze przejściowym – tzw. Mała Konstytucja . Była to uchwała z dnia 20 lutego 1919, na mocy której powierzono marszałkowi Józefowi Piłsudskiemu dalsze sprawowanie urzędu Naczelnika Państwa . Cechą charakterystyczną Małej Konstytucji był brak podziału władz – nadrzędną pozycję nad innymi organami państwowymi otrzymał Sejm Ustawodawczy, zaś Naczelnik Państwa wraz z rządem stanowili władzę wykonawczą, realizującą uchwały sejmowe . Naczelnik Państwa stał na czele administracji cywilnej i wojskowej. W porozumieniu z Sejmem powoływał rząd i reprezentował państwo na arenie międzynarodowej. Wszystkie jego akty wymagały dla swej ważności kontrasygnaty Prezesa Rady Ministrów i odpowiedniego ministra – nie był on więc w pełni niezależny . Zarówno Naczelnik Państwa, jak i rząd byli politycznie odpowiedzialni przed sejmem, który w każdej chwili mógł ich odwołać .
W pierwszej połowie stycznia 1919 doszło do powołania Biura Konstytucyjnego przy Prezesie Rady Ministrów, do którego zadań miało należeć przygotowanie projektów konstytucji odrodzonego państwa polskiego, ujmujących problematykę zagadnień prawnoustrojowych z różnych punktów widzenia. Efektem prac biura były trzy diametralnie różniące się od siebie projekty nowej ustawy zasadniczej :
1. Projekt tzw. „amerykański” autorstwa Józefa Buzka (spokrewnionego z premierem III RP Jerzym Buzkiem) – jego potoczna nazwa wynikała ze wzorowania się autora na konstytucji Stanów Zjednoczonych Ameryki. Według tego projektu Polska miała być państwem federacyjnym, składającym się z ok. 70 ziem (odpowiedników amerykańskich stanów), z których każda miała posiadać własne organy władzy ustawodawczej, wykonawczej i sądowniczej. Organem ustawodawczym państwa na szczeblu federalnym miał być Sejm (składający się z Izby Poselskiej i Senatu), wykonawczym – Prezydent wybierany w wyborach powszechnych, o bardzo silnej pozycji. Miał ponosić odpowiedzialność konstytucyjną według procedury zbliżonej do amerykańskiego impeachmentu.
2. Projekt tzw. „ludowy” autorstwa przewodniczącego Biura Konstytucyjnego Mieczysława Niedziałkowskiego – przewidywał nadrzędną rolę jednoizbowego Sejmu wybieranego w powszechnych i bezpośrednich wyborach jako emanacji woli społeczeństwa – zapewne stąd jego potoczna nazwa. Szczególną uwagę w tym projekcie zwracały możliwość rozwiązania Sejmu przez Prezydenta na bezpośredni wniosek obywateli i planowana nazwa państwa (użyta wówczas po raz pierwszy): Polska Rzeczpospolita Ludowa.
3. Projekt tzw. „francuski” autorstwa podsekretarza stanu w Prezydium Rady Ministrów Władysława Wróblewskiego – był wzorowany na rozwiązaniach ustrojowych III Republiki Francuskiej. Polska, zgodnie z jego treścią, miała być państwem unitarnym (tzn. o jednolitej strukturze terytorialnej, bez odrębności ustrojowych dla poszczególnych części kraju) o parlamentarno-gabinetowym systemie rządów. Władzę ustawodawczą sprawować miał Sejm składający się z Izby Poselskiej wybieranej na 4 lata i Senatu wybieranego na 8 lat, władzę wykonawczą zaś – Prezydent (tylko i wyłącznie Polak, wybierany w wyborach pośrednich) i rząd na czele z Prezesem Rady Ministrów.

Do oceny powyższych projektów Prezes Rady Ministrów Ignacy Jan Paderewski powołał specjalną komisję złożoną z wybitnych ekspertów prawa konstytucyjnego, która początkowo nazywała się „Ankieta dla oceny projektów konstytucji”, ale już na pierwszym swoim posiedzeniu zmieniła swoją nazwę na „Ankieta w sprawie projektu konstytucji Rzeczypospolitej Polskiej”. Nie opowiedziała się ona jednoznacznie za żadnym z projektów, ale stworzyła swój własny, będący oryginalną kompilacją projektów: „francuskiego” i „amerykańskiego”. Według Katarzyny Witkowskiej-Chrzczonowicz, cechował go wysoki poziom merytoryczny i stosunkowo duża spójność. Jednakże rząd, uznając projekt „Ankiety” za zbyt konserwatywny, zdecydował przedłożyć go Sejmowi Ustawodawczemu nie jako projekt rządowy, ale jako wynik jej prac, co uniemożliwiało jego rozpatrzenie przez Sejm. Niemiej jednak projekt ten odegrał pewną rolę w dalszych pracach nad konstytucją.
Prace w Sejmie Ustawodawczym nad nową konstytucją trwały od maja 1919 roku. Powołano specjalną Komisję Konstytucyjną, kierowaną kolejno przez posłów: Władysława Seydę (ZLN), Macieja Rataja (PSL-Piast) i Edwarda Dubanowicza (ZLN), która miała opracować własny projekt konstytucji na bazie projektów złożonych przez rząd i poszczególne partie polityczne . Projekt ten, zbliżony do projektu „Ankiety”, w lipcu 1920 stał się przedmiotem dyskusji na plenum Sejmu . Największe kontrowersje dotyczyły :
- pozycji ustrojowej Prezydenta – endecja, obawiając się, że na ten urząd zostanie wybrany Józef Piłsudski, chciała osłabić w jak największym stopniu pozycję ustrojową głowy państwa. Próbowała również, bezskutecznie, wprowadzić do Konstytucji wymóg, że kandydatem na urząd Prezydenta może być tylko i wyłącznie Polak wyznania katolickiego (cenzus narodowościowo-wyznaniowy). Przedmiotem szczególnej dyskusji była także kwestia wyboru głowy państwa: w sposób pośredni przez parlament, czy w spośród bezpośredni przez ogół uprawnionych do głosowania w wyborach powszechnych;
- istnienia Senatu – partie lewicowe, szczególnie PSL-Wyzwolenie i PPS, odrzucały bikameralizm, uznając go za ograniczenie demokratycznych tendencji – dążyły do utworzenia jednoizbowego Sejmu, wspieranego ewentualnie (w propozycji PPS) przez tzw. Izbę Pracy, reprezentującą osoby klasy pracowniczej („lud pracujący”). Za dwuizbowym parlamentem opowiadały się natomiast prawica oraz część centrum;
- stosunku państwa do Kościołów i związków wyznaniowych oraz mniejszości narodowych.

Prace nad projektem nowej konstytucji prowadzono w bardzo trudnym czasie, gdy młode państwo polskie wciąż jeszcze walczyło o swoje granice (w tym czasie trwała wojna polsko-bolszewicka, walki z Niemcami, Czechosłowacją, Zachodnioukraińską Republiką Ludową oraz spór z Litwą). Między innymi z tego powodu Sejm Ustawodawczy musiał zajmować się nie tylko swoim podstawowym zadaniem, jakim było uchwalenie ustawy zasadniczej, ale także znacznie pilniejszymi sprawami bieżącymi. Ponadto większość posłów (pochodząca z terenów byłego zaboru rosyjskiego) nie miała żadnego doświadczenia parlamentarnego, przez co na posiedzeniach Sejmu często dochodziło do wzajemnych wyzwisk, a nawet do bijatyk. Ostatecznie do przedłożenia dobra wspólnego nad interesy poszczególnych partii i zawarcia porozumienia ponad politycznymi podziałami skłonił wszystkich fakt, że zbliżał się niezwykle ważny plebiscyt na Górnym Śląsku, zaplanowany na 20 marca 1921, i konieczne było przekonanie jak największej liczby Ślązaków do głosowania za przynależnością do Polski.
Konstytucję uchwalono przez aklamację 17 marca 1921. Po jej przyjęciu posłowie wraz z Naczelnikiem Państwa Józefem Piłsudskim udali się na mszę do katedry św. Jana Chrzciciela . Mieszkańcy Warszawy wyszli tego dnia tłumnie na ulice, aby świętować uchwalenie nowej konstytucji . Ostateczny jej kształt był wynikiem osiągniętego w niezwykle trudnym czasie ponadpartyjnego kompromisu, jednakże stronnictwom prawicowym, mającym przewagę w Sejmie Ustawodawczym, udało się przeforsować wiele własnych postulatów .

## Ogólna charakterystyka

### Struktura
Konstytucja składała się ze 126 artykułów podzielonych na 7 rozdziałów:
- Rozdział I – Rzeczpospolita (art. 1–2),
- Rozdział II – Władza ustawodawcza (art. 3–38),
- Rozdział III – Władza wykonawcza (art. 39–73),
- Rozdział IV – Sądownictwo (art. 74–86),
- Rozdział V – Powszechne obowiązki i prawa obywatelskie (art. 87–124),
- Rozdział VI – Postanowienia ogólne (obejmujące tryb zmiany konstytucji, art. 125),
- Rozdział VII – Postanowienia przejściowe (art. 126).

Rozpoczynała się od preambuły zawierającej apostrofę: „W Imię Boga Wszechmogącego!” (tzw. invocatio Dei – miało to być nawiązanie do tradycji; uznano, że tego rodzaju formuła nie stoi w sprzeczności ze świeckim charakterem państwa), która m.in. wyrażała wdzięczność narodu polskiego za odzyskaną niepodległość i odwoływała się do tradycji Konstytucji 3 maja.

### Naczelne zasady ustrojowe
Do naczelnych zasad ustrojowych państwa polskiego powiązanych z postanowieniami wobec konstytucji marcowej należały :
1. Zasada ciągłości państwa polskiego – odrodzona w 1918 roku Polska miała nie być uznawana za państwo nowe, ale za kontynuację Rzeczypospolitej przedrozbiorowej. Sam zamiar nie jest wypowiedziany wprost. Dla wielu jednak była to intencja ustawodawcy, o czym świadczyć mogą historyczne nawiązania zawarte w preambule Konstytucji: „My, Naród Polski, dziękując Opatrzności za wyzwolenie nas z półtorawiekowej niewoli, wspominając z wdzięcznością męstwo i wytrwałość ofiarnej walki pokoleń, które najlepsze wysiłki swoje sprawie niepodległości bez przerwy poświęcały, nawiązując do świetnej tradycji wiekopomnej Konstytucji 3-go Maja (...) tę oto Ustawę Konstytucyjną na Sejmie Ustawodawczym Rzeczypospolitej Polskiej uchwalamy i stanowimy”.
2. Republikańska forma rządów – art. 1 jednoznacznie stwierdzał, że „Państwo Polskie jest Rzecząpospolitą”. Tej formalnej nazwy, nawiązującej do tradycji przedrozbiorowej, twórcy konstytucji używali, oprócz wyboru oficjalnej nazwy państwa, również na określenie ustroju republikańskiego. Republikańska forma ustroju spotykała się z niemal powszechną aprobatą społeczeństwa polskiego w okresie międzywojennym; monarchiści nie znajdowali w Polsce szerszego poparcia.
3. Zasada suwerenności narodu – konstytucja marcowa wyrażała tę zasadę w art. 2, głosząc, że „władza zwierzchnia w Rzeczypospolitej Polskiej należy do Narodu”. Należy przy tym podkreślić, że nie chodziło tutaj o Naród Polski (preambuła) w rozumieniu tylko osób narodowości polskiej, ale ogółu obywateli państwa polskiego, czyli także przedstawicieli wszystkich mniejszości narodowych, stanowiących ok. 1/3 ludności II Rzeczypospolitej. Takie rozumienie pojęcia narodu twórcy konstytucji marcowej zaczerpnęli z francuskiej doktryny prawa konstytucyjnego.
4. Zasada demokracji przedstawicielskiej – naród (czy też lud, ogół uprawnionych osób), jako dzierżyciel władzy zwierzchniej w państwie, nie sprawował jej bezpośrednio, a jedynie poprzez wybierane organy. Referendum i obywatelska inicjatywa ustawodawcza nie zyskały poparcia ustawodawcy. Jako argumenty przeciwko wprowadzeniu tych instytucji do polskiej konstytucji podnoszono rozległość terytorium państwa i niski poziom wykształcenia większości społeczeństwa, co sprawiało, że takimi obywatelami można by było łatwo manipulować[15]. Twórcy konstytucji wychodzili z założenia, że naród ma tylko jedną wolę i wobec tego może mieć tylko jednego reprezentanta. Stąd też przedstawicielem narodu wybieranym w pięcioprzymiotnikowym głosowaniu były jedynie Sejm i Senat. Jako jednolity wyraz tej woli, przyznano izbom ustawodawczym dominującą i decydującą pozycję wśród najwyższych organów państwowych.
5. Zasada trójpodziału władzy – czyli rozróżnienia władzy ustawodawczej (Sejm i Senat) – uchwalającej ustawy – wykonawczej (Prezydent Rzeczypospolitej wraz z Radą Ministrów) – wykonującej te ustawy – i sądowniczej („niezawisłe sądy”, używając polskiego określenia konstytucyjnego) – sprawującej nadzór sądowy. Trójpodział wcale nie oznaczał, że wszystkie z trzech wyodrębnionych władz mają równą pozycję.
6. System rządów parlamentarnych – konstytucja marcowa oparła stosunki między organami władzy ustawodawczej i wykonawczej na założeniach systemu rządów parlamentarnych. Jego istota polegała na tym, że powoływany przez Prezydenta Rzeczypospolitej rząd sprawował władzę wykonawczą tak długo, jak długo posiadał zaufanie większości parlamentarnej. Z chwilą jego utraty rząd musiał podać się do dymisji, a głowa państwa obowiązana była go odwołać. Parlament wyrażał swoje stanowisko wobec rządu poprzez instytucję wotum nieufności. Zasada ta znalazła swój wyraz w art. 58 stwierdzającym, że „do odpowiedzialności parlamentarnej pociąga ministrów Sejm zwyczajną większością. Rada Ministrów i każdy minister z osobna ustępują na żądanie Sejmu”.
7. Zasada jednolitości państwa – II Rzeczpospolita była w zasadzie państwem unitarnym, nieprzewidującym różnic ustrojowych dla poszczególnych dzielnic czy części kraju. Wyjątek pod tym względem stanowiła autonomia województwa śląskiego. Jej geneza związana była z walką między Polską a Niemcami o przynależność państwową Górnego Śląska po I wojnie światowej. Autonomia miała zachęcić Ślązaków do opowiedzenia się w plebiscycie za Polską. Gwarantowała ją ustawa konstytucyjna z dnia 15 lipca 1920, zawierająca statut organiczny województwa śląskiego[16]. Władzę ustawodawczą w zakresie uprawnień autonomicznych realizował Sejm Śląski. Obejmowała ona wydawanie ustaw we wszystkich dziedzinach administracji łącznie z uchwalaniem budżetu, z wyjątkiem spraw wojskowych i zagranicznych. Organem wykonawczym Sejmu Śląskiego była Rada Wojewódzka. Poza województwem śląskim, kwestia autonomii - jednak w tym wypadku nie o charakterze terytorialnym, lecz narodowościowym - pojawiła się też w ustawie z 26 września 1922 r. o zasadach powszechnego samorządu wojewódzkiego, a w szczególności województw lwowskiego, tarnopolskiego i stanisławowskiego[17], a więc terytoriów Galicji Wschodniej, zamieszkałej w większości przez Ukraińców, którzy w 1918 r. podjęli próbę utworzenia własnego państwa: Zachodnioukraińskiej Republiki Ludowej. Mimo porażki ZURL w wojnie z Polską, mocarstwa sprzymierzone uznawały Galicję Wschodnią za terytorium sporne. Dopiero po utrwaleniu władzy sowieckiej w Rosji i upadku oczekiwań na restytucję „białej” Rosji, 15 marca 1923 r. Rada Ambasadorów uznała suwerenność Polski nad tym obszarem, zastrzegając jednocześnie obowiązek nadania Ukraińcom autonomii[18]. Pomimo przyjęcia stosownej ustawy, przez cały okres międzywojenny nigdy nie wprowadzono jej w życie - celem polskich władz, niezależnie od opcji politycznej, była bowiem całkowita polonizacja mniejszości ukraińskiej. Paradoks tej sytuacji był tym większy, że Polska, która przez długi czas sama była w niewoli, odrodziwszy się odmówiła Ukraińcom przynależnych im praw[19].
8. Zasada państwa liberalnego – interesy jednostki (pojedynczego obywatela) uznano za nadrzędne w stosunku do interesów państwa. Państwo liberalne pozostawiało jednostce szeroką swobodę dla rozwijania działalności politycznej, gospodarczej i kulturalnej. Wyrazem tej koncepcji miał być m.in. szeroki katalog praw i swobód obywatelskich umieszczony w konstytucji.

## Okres obowiązywania konstytucji marcowej
Konstytucja uchwalona 17 marca 1921 opublikowana została w Dzienniku Ustaw 1 czerwca 1921 i na mocy jej postanowień weszła wówczas w życie.
Równolegle z konstytucją marcową na mocy przepisów przejściowych uchwalonych przez Sejm Ustawodawczy obowiązywały postanowienia małej konstytucji z 1919 w odniesieniu do spraw ustrojowych związanych z funkcjonowaniem parlamentu i urzędu Naczelnika Państwa jako głowy państwa polskiego. Konstytucja marcowa 1921 i Mała Konstytucja z 1919 roku obowiązywały równolegle od 1 czerwca 1921 do 14 grudnia 1922 – to jest do chwili wyboru Gabriela Narutowicza przez Zgromadzenie Narodowe na Prezydenta Rzeczypospolitej i objęcia przez niego urzędu.
Konstytucja ta obowiązywała jako najwyższy akt prawny Rzeczypospolitej od 1 czerwca 1921 do chwili wejścia w życie konstytucji kwietniowej z 23 kwietnia 1935, czyli do 24 kwietnia 1935. Zaś niektóre jej przepisy, odnoszące się do praw i wolności obywatelskich (art. 99, 109–118, 120), obowiązywały równolegle z konstytucją kwietniową na mocy jej postanowień. W manifeście PKWN 22 lipca 1944 przyjęto obowiązywanie konstytucji marcowej jako jedynej obowiązującej legalnie (w opozycji do kwietniowej), aż do zwołania Sejmu Ustawodawczego, mającego uchwalić nową konstytucję, przy czym do niektórych przepisów konstytucji marcowej odwoływała się także Mała Konstytucja z 1947 roku (za wciąż obowiązujące uznane zostały art. 21–22, 24, 40, 42–54, 56–63). Obowiązywały one do 22 lipca 1952, tj. do czasu wejścia w życie Konstytucji Polskiej Rzeczypospolitej Ludowej.
Na skutek utworzenia w wyzwolonej spod okupacji niemieckiej Polsce ośrodków władzy zależnych od ZSRR (lipiec 1944) oraz postanowień konferencji w Jałcie (4–11 lutego 1945) Rząd Rzeczypospolitej Polskiej na uchodźstwie utracił możliwość sprawowania efektywnej władzy państwowej na terytorium Polski. 5 lipca 1945 rząd ten w zasadzie przestał być uznawany przez społeczność międzynarodową, choć przyjmując za formalną podstawę swojej działalności konstytucję kwietniową (oraz utrzymane przez nią w mocy nieliczne przepisy konstytucji marcowej), funkcjonował aż do 22 grudnia 1990, kiedy to Prezydent RP na uchodźstwie Ryszard Kaczorowski i Prezes Rady Ministrów na uchodźstwie Edward Szczepanik złożyli swe urzędy, symbolicznie przekazując je nowo zaprzysiężonemu Prezydentowi RP Lechowi Wałęsie.

## Władza ustawodawcza
Konstytucja ustanowiła dwuizbowy parlament (Sejm i Senat) o pozycji nadrzędnej wobec innych organów państwa. Zerwano przy tym z tradycją z czasów Rzeczypospolitej szlacheckiej i nazwę „Sejm” przypisano izbie niższej (w Polsce przedrozbiorowej określanej mianem Izby Poselskiej), a nie parlamentowi jako całości. Posiedzenia Sejmu i Senatu co do zasady odbywały się oddzielnie. W określonych przypadkach obie izby łączyły się w Zgromadzenie Narodowe, do którego kompetencji należały: wybór Prezydenta Rzeczypospolitej i przyjęcie od niego przysięgi oraz okresowa (co 25 lat) rewizja Konstytucji (dokonywana zwykłą większością głosów).
Kadencja Sejmu trwała 5 lat; kadencja Senatu zaczynała się i kończyła wraz z kadencją Sejmu. Wybory do obu izb były pięcioprzymiotnikowe; Konstytucja nie określała liczby posłów, natomiast liczba senatorów miała być równa 1/4 liczby posłów i mieli być oni wybierani w okręgach wojewódzkich. W wielu opracowaniach, mylnie, można się spotkać z opinią, iż konstytucja określała liczbę posłów na 444, lecz wynikało to z ordynacji wyborczej, a nie konstytucji. Parlament mógł być rozwiązany przed końcem kadencji przez Sejm większością 2/3 głosów w obecności co najmniej połowy ustawowej liczby posłów lub przez Prezydenta Rzeczypospolitej za zgodą 3/5 ustawowej liczby członków Senatu.
Sejm i Senat wybierały ze swojego grona prezydia, składające się z Marszałka, który kierował pracami danej Izby, jego zastępców oraz sekretarzy. Dla rozpatrywania projektów ustawodawczych zarówno Sejm, jak i Senat powoływały wyspecjalizowane komisje. Konstytucja marcowa przyjęła sesyjny system pracy parlamentu. Obie izby miały być zwoływane na pierwsze posiedzenie w trzeci wtorek po dniu wyborów i najpóźniej w październiku na sesję zwyczajną celem uchwalenia budżetu, stanu liczebnego wojska oraz innych spraw bieżących. Ponadto Prezydent Rzeczypospolitej mógł zwołać Sejm i Senat w każdym czasie na sesję nadzwyczajną z własnej inicjatywy, a miał obowiązek to uczynić na żądanie 1/3 ogółu posłów bądź senatorów w ciągu 2 tygodni. O ile przepisy konstytucji nie stanowiły inaczej, do podejmowanych przez obie izby uchwał wymagana była zwykła większość głosów (tzn. za danym rozwiązaniem musiało się opowiedzieć więcej posłów/senatorów, niż opowiedziało się przeciw, bez uwzględniania głosów wstrzymujących się) w obecności co najmniej jednej trzeciej ustawowej liczby posłów lub senatorów (tzw. kworum). Sprawy większej wagi rozstrzygane były kwalifikowaną większością 11/20, 3/5 lub 2/3 głosów, przy podwyższonym kworum.
Posłowie i senatorowie byli reprezentantami całego narodu i nie mogli być wiązani instrukcjami wyborców (mandat wolny). Byli oni chronieni przez immunitet parlamentarny, zwalniający ich od odpowiedzialności za działania wchodzące w zakres sprawowania mandatu. Na pociągnięcie do odpowiedzialności posła lub senatora, który dopuścił się przestępstwa karnego w czasie sprawowania mandatu, wymagana była zgoda Sejmu lub Senatu. Poseł lub senator nie mógł być zatrzymany, z wyjątkiem schwytania go na gorącym uczynku zbrodni pospolitej – wówczas na żądanie odpowiednio Marszałka Sejmu lub Marszałka Senatu musiał zostać natychmiast zwolniony.

### Kompetencje Sejmu i Senatu
Kompetencje Izb Ustawodawczych dzielono na:
1. Kompetencje ustawodawcze – polegały na uchwalaniu ustaw w zakresie całości praw publicznych i prywatnych. Inicjatywa ustawodawcza przysługiwała Rządowi i Sejmowi. Senat, izba wyższa, była jej pozbawiona, miała natomiast prawo weta zawieszającego, czyli odrzucenia projektu ustawy uchwalonego przez Sejm, bądź wprowadzenia do niego poprawek. Uchwałę w tym przedmiocie powinna była podjąć w terminie 30 dni od dnia doręczenia jej projektu, a najpóźniej w ciągu następnych 30 dni zwrócić go Sejmowi z proponowanymi zmianami. Sejm mógł ponownie uchwalić odrzuconą przez Senat ustawę bądź odrzucić poprawki kwalifikowaną większością 11/20 głosów. Parlament miał także prawo udzielenia amnestii. Mogła ona zostać ogłoszona wyłącznie w drodze ustawowej.
2. Kompetencje kontrolne – obu izbom zostało przyznane prawo do składania interpelacji, natomiast prawo do pociągania ministrów do odpowiedzialności parlamentarnej i konstytucyjnej przysługiwało wyłącznie Sejmowi (patrz niżej). Dla wykonywania kontroli całej administracji państwowej pod względem finansowym powołany został podległy Sejmowi organ kontrolny – Najwyższa Izba Kontroli.
3. Kompetencje elekcyjne – zaliczano do nich przede wszystkim wybór przez Sejm i Senat, połączone w Zgromadzenie Narodowe, Prezydenta Rzeczypospolitej.
4. Kompetencje ustrojodawcze – uprawniały Sejm i Senat do dokonywania zmian i rewizji Konstytucji. Zmiana Konstytucji wymagała uchwały obu Izb, podjętej większością 2/3 głosów w obecności co najmniej połowy ustawowej liczby posłów, względnie senatorów. Wniosek o zmianę ustawy zasadniczej musiał być podpisany co najmniej przez 1/4 ustawowej liczby posłów i zapowiedziany co najmniej na 15 dni przed poddaniem pod głosowanie. Ponadto drugi z rzędu Sejm mógł dokonać zmiany Konstytucji większością 3/5 głosów w obecności co najmniej połowy ustawowej liczby posłów (bez udziału Senatu), zaś co 25 lat Zgromadzenie Narodowe mogło dokonać rewizji Konstytucji zwykłą większością głosów.

### Prawa wyborcze
Czynne prawo wyborcze:
- w wyborach do Sejmu: ukończone 21 lat
- w wyborach do Senatu: ukończone 30 lat

Bierne prawo wyborcze:
- w wyborach do Sejmu: ukończone 25 lat
- w wyborach do Senatu: ukończone 40 lat

Prawa wyborcze nie przysługiwały osobom pozbawionym praw publicznych wyrokami sądowymi, a czynne prawo wyborcze także żołnierzom pozostającym w czynnej służbie wojskowej.

## Władza wykonawcza
Władza wykonawcza sprawowana była przez Prezydenta Rzeczypospolitej oraz przez odpowiedzialnych przed Sejmem ministrów (art. 2), tworzących Radę Ministrów, na której czele stał Prezes Rady Ministrów. Decyzje Prezydenta Rzeczypospolitej wymagały zatwierdzenia przez Rząd .

### Prezydent Rzeczypospolitej
Prezydent Rzeczypospolitej był wybierany na 7-letnią kadencję przez Zgromadzenie Narodowe bezwzględną większością głosów. Jeśli kandydatów było więcej niż dwóch, głosowanie powtarzano tyle razy, aż któryś z nich uzyskał bezwzględną większość, jednak po każdej turze odpadał kandydat, który uzyskał najmniejszą liczbę głosów . Kandydatem na urząd Prezydenta Rzeczypospolitej mógł być wyłącznie chrześcijanin, choć nie wynikało to wprost z artykułów konstytucji, ale z tekstu przysięgi, którą Prezydent musiał złożyć wobec Zgromadzenia Narodowego przed objęciem urzędu. Prezydent Rzeczypospolitej miał prawo powoływać i odwoływać rząd, zwoływać, zamykać i odraczać sesje zwyczajne i nadzwyczajne Sejmu i Senatu, obsadzać funkcje wojskowe, posiadał najwyższą zwierzchność nad siłami zbrojnymi, nie był natomiast dowódcą naczelnym w czasie wojny, mógł jednak wypowiedzieć wojnę i zawrzeć pokój za uprzednią zgodą Sejmu. Prezydent Rzeczypospolitej posiadał także prawo darowania i łagodzenia kar oraz uchylenia skutków skazania; nie mógł go jednak stosować wobec ministrów zasądzonych na skutek postawienia ich w stan oskarżenia przez Sejm. Jako głowa państwa pełnił funkcję reprezentacyjną w stosunkach międzynarodowych, przyjmował przedstawicieli dyplomatycznych innych państw oraz mianował przedstawicieli dyplomatycznych państwa polskiego za granicą. Zawierał również umowy międzynarodowe, przy czym umowy handlowe i celne oraz mające charakter przymierzy, a także umowy obciążające stale Skarb Państwa, zobowiązujące do nałożenia ciężarów na obywateli lub zmieniające granice państwa wymagały przed ratyfikacją zgody Sejmu. Prezydent wraz z odpowiednimi ministrami podpisywał ustawy (promulgacja) i zarządzał ich publikację w Dzienniku Ustaw Rzeczypospolitej. Przysługiwało mu także prawo wydawania rozporządzeń wykonawczych i zarządzeń. Każdy akt prawny, który wydawał, dla swojej ważności wymagał podpisania go przez Prezesa RM i odpowiedniego ministra (kontrasygnata), którzy za te akty ponosili odpowiedzialność polityczną przed Sejmem . Prezydent Rzeczypospolitej nie miał żadnych uprawnień ustawodawczych. Nie ponosił także odpowiedzialności parlamentarnej ani cywilnej za swoje czynności urzędowe. W razie naruszenia konstytucji lub popełnienia przestępstwa Prezydent Rzeczypospolitej mógł być sądzony tylko przez Trybunał Stanu na wniosek Sejmu uchwalony większością 3/5 głosów w obecności co najmniej połowy ustawowej liczby posłów. W przypadku, gdy Prezydent Rzeczypospolitej nie mógł sprawować swojej funkcji, zastępował go Marszałek Sejmu .
Prezydenci Rzeczypospolitej, którzy byli wykonawcami tej konstytucji to: Gabriel Narutowicz, Stanisław Wojciechowski i Ignacy Mościcki. Ponadto po śmierci Narutowicza i ustąpieniu Wojciechowskiego obowiązki Prezydenta Rzeczypospolitej dwukrotnie pełnił Marszałek Sejmu Maciej Rataj.

### Rada Ministrów
Radę Ministrów tworzyli ministrowie pod przewodnictwem Prezesa Rady Ministrów (premiera). Liczbę ministrów i ich kompetencje określały ustawy. Prezesa RM powoływał i odwoływał Prezydent Rzeczypospolitej, który przy dokonywaniu nominacji musiał jednak liczyć się ze stanowiskiem i żądaniami większości sejmowej, co w warunkach znacznego rozbicia partyjnego nie było wcale rzeczą łatwą . Ministrowie byli powoływani i odwoływani przez Prezydenta Rzeczypospolitej na wniosek Prezesa RM. Do zasadniczych uprawnień Rady Ministrów konstytucja marcowa zaliczała decydowanie o ogólnym kierunku polityki wewnętrznej i zewnętrznej rządu. W jej ramach miała się mieścić polityka poszczególnych ministrów. Rada Ministrów występowała z projektami ustaw i przedstawiała coroczne zamknięcie rachunków państwowych do parlamentarnego zatwierdzenia. Ponadto załatwiała sprawy przekazane jej przez ustawy zwykłe. Swoje zadania realizowała poprzez wydawanie rozporządzeń wykonawczych, zarządzeń i podejmowanie uchwał.

#### Zasady odpowiedzialności rządu
- odpowiedzialność polityczna – Rada Ministrów była odpowiedzialna politycznie przed Prezydentem Rzeczypospolitej, który miał prawo ją odwołać.
- odpowiedzialność parlamentarna – możliwa zarówno jako odpowiedzialność indywidualna (dotycząca konkretnego ministra), jak i solidarna (dotycząca całego rządu). Odpowiedzialność parlamentarna wyrażała się w możliwości udzielenia przez Sejm wotum nieufności całej Radzie Ministrów lub jednemu z jej członków. Uchwała wymagała zwykłej większości głosów. W przypadku uchwalenia wotum nieufności cała Rada Ministrów lub jeden z jej członków musieli ustąpić. Niska większość głosów wystarczająca do odwołania rządu, przy wyjątkowo niestabilnej scenie politycznej młodego państwa polskiego, powodowała bardzo częste zmiany rządów – od 1918 roku aż do przewrotu majowego w 1926 roku działało w Polsce aż 14 rządów (zob. składy rządów polskich / rządy II Rzeczypospolitej)[4] .
- odpowiedzialność konstytucyjna – możliwa jako indywidualna lub solidarna. Rząd lub minister pociągnięty do takiego rodzaju odpowiedzialności odpowiadał przed Trybunałem Stanu. Sejm stawiał w stan oskarżenia uchwałą podjętą kwalifikowaną większością 3/5 głosów przy obecności co najmniej połowy ustawowej liczby posłów[36].

## Władza sądownicza
Wymiar sprawiedliwości sprawować miały niezależne sądy, których organizację, zakres i sposób działania ustrojodawca pozostawił do uregulowania ustawodawstwu zwykłemu. Konstytucja wyszczególniała trzy piony sądownictwa:
- powszechne, z Sądem Najwyższym na czele,
- administracyjne, z Najwyższym Trybunałem Administracyjnym na czele,
- wojskowe.

Przewidziane było również istnienie instytucji sędziów pokoju.
Do rozstrzygania sporów kompetencyjnych między władzami administracyjnymi a sądami przewidziano Trybunał Kompetencyjny.
Do odpowiedzialności konstytucyjnej przed Trybunałem Stanu pociągani mieli być Prezydent Rzeczypospolitej oraz ministrowie. Konstytucja szczegółowo określiła skład Trybunału Stanu. Miał on składać się z Pierwszego Prezesa Sądu Najwyższego jako przewodniczącego oraz 12 członków, których wybierały spoza swojego grona Sejm (8) i Senat (4) natychmiast po ukonstytuowaniu się na cały okres kadencji sejmowej.
Sędziów – o ile inne przepisy nie stanowiłyby inaczej – powoływać miał Prezydent Rzeczypospolitej. Wybór sędziów pokoju, z reguły, miał przysługiwać ludności. Konstytucja gwarantowała niezawisłość sędziom, którzy podlegali tylko ustawom. Zakazano legislatywie oraz egzekutywie ingerowania w ich orzecznictwo. Wprowadzono jawność rozpraw w sprawach karnych i cywilnych w sytuacjach, gdy inne przepisy nie stanowiły inaczej.
Nie utworzono specjalnego sądownictwa konstytucyjnego (co było zresztą ewenementem w ówczesnej Europie – przed II wojną światową sądy konstytucyjne istniały tylko w Austrii i Czechosłowacji), a sądom powszechnym oraz szczególnym zakazano badania konstytucyjności ustaw „należycie ogłoszonych” (art. 81). Natomiast prawnie dopuszczalna była ocena przez sądy zgodności z Konstytucją i ustawami aktów normatywnych niższego rzędu niż ustawa.

## Podział administracyjny
Państwo zostało podzielone na województwa, powiaty i gminy miejskie i wiejskie, stanowiące jednostki samorządu terytorialnego (art. 65). Konstytucja przewidywała wprowadzanie samorządu terytorialnego o szerokiej samodzielności (zob. samorząd terytorialny w II Rzeczypospolitej), zgodnie z tzw. zasadą dekoncentracji (art. 66), identyfikowanej z decentralizacją administracyjną.

## Obywatel
Według Juliusza Bardacha, Bogusława Leśnodorskiego i Michała Pietrzaka, prawa, które konstytucja marcowa przyznawała obywatelom, dzielono na:
1. Prawa polityczne:
- czynne i bierne prawo wyborcze do Sejmu i Senatu,
- prawo do piastowania funkcji publicznych.

2. Prawa obywatelskie sensu stricto:
- równość wobec prawa względem innych obywateli,
- prawo do ochrony życia, wolności i mienia,
- prawo dochodzenia swoich krzywd i strat w drodze sądowej,
- prawo wynagrodzenia szkód wyrządzonych przez organy państwowe działające w sposób niezgodny z prawem,

3. Prawa społeczne:
- nienaruszalność własności prywatnej,
- prawo do ochrony pracy, w tym prawo do szczególnej ochrony pracy młodocianych i kobiet,
- zakaz pracy zarobkowej dzieci poniżej 15. roku życia,
- prawo do ubezpieczenia społecznego na wypadek niezdolności do pracy lub bezrobocia,
- prawo do ochrony macierzyństwa,
- prawo do bezpłatnej nauki w szkołach państwowych i samorządowych (w praktyce tylko na szczeblu podstawowym),

4. Prawa wolnościowe:
- wolność słowa i prasy, brak cenzury,
- wolność zrzeszania się,
- wolność sumienia i wyznania (ale Kościół katolicki zajmował w państwie polskim „naczelne stanowisko wśród równouprawnionych wyznań”[41][4] ),
- wolność nauki i nauczania,
- wolność zamieszkania na obszarze państwa i przemieszczania się po jego terytorium, jak również opuszczenia go,
- nietykalność mieszkania,
- tajemnica korespondencji.

Do obowiązków obywatelskich konstytucja zaliczała:
- wierność wobec państwa,
- poszanowanie ustaw i rozporządzeń władz,
- ponoszenie ciężarów i świadczeń publicznych,
- obowiązek służby wojskowej,
- obowiązek wychowywania dzieci na prawych obywateli,
- obowiązek podejmowania nauki w zakresie szkoły podstawowej.

Należy podkreślić, że II Rzeczpospolita w okresie obowiązywania konstytucji marcowej była państwem posiadającym jeden z najszerszych i najbardziej liberalnych katalogów praw i wolności obywatelskich w Europie i na świecie. Na szczególną uwagę zasługuje wprowadzenie do Konstytucji licznych praw społecznych, mających w swoim zamierzeniu chronić, przeważającą w społeczeństwie polskim, ludność niezamożną (m.in. zakaz pracy nocnej dla kobiet i dzieci, zakaz pracy zarobkowej osób poniżej 15. roku życia). Był to w znacznej mierze wynik starań politycznych partii lewicowych. Prawica natomiast szczególnie nalegała wpisanie do Konstytucji ochrony własności prywatnej. Nie miała ona jednak, zgodnie z praktyką i teoriami np. Hugona Grocjusza, charakteru bezwzględnego – możliwe było jej zniesienie „ze względów wyższej użyteczności, za odszkodowaniem” (art. 99), co było szczególnie istotne w kontekście konfliktu politycznego na temat reformy rolnej, projektów ustaw z nią związanych i jej konstytycyjności .

## Nowelizacja
Od czasu uchwalenia konstytucji marcowej spotykała się ona z krytyką, ze względu na znaczne rozbicie partyjne po odzyskaniu przez Polskę niepodległości oraz spowodowaną nim niemożnością zawierania trwałych koalicji rządowych. Jednocześnie coraz silniej akcentowano postulat wzmocnienia władzy wykonawczej kosztem dominującej pozycji Sejmu. Problem reformy ustroju politycznego stał się szczególnie aktualny po zbrojnym zamachu stanu, dokonanym przez piłsudczyków 12 maja 1926. Ostrze przewrotu majowego zwrócone było przeciwko parlamentowi, a przede wszystkim przeciwko partiom politycznym, w których upatrywano główne źródło złego funkcjonowania ustroju II Rzeczypospolitej. Jednym z częściej powtarzanym przez puczystów haseł była walka z partyjniactwem i sejmokracją oraz dążenie do sanacji – to znaczy uzdrowienia – życia publicznego w kraju. Stąd też obóz polityczny rządzący w Polsce od maja 1926 do wybuchu II wojny światowej nazwano sanacją. Okres ten charakteryzował się rządami autorytarnymi, ograniczaniem swobód obywatelskich, w tym wolności prasy i zgromadzeń, a także terroryzowaniem przeciwników politycznych. 
31 maja 1926 Zgromadzenie Narodowe, czyli obradujące razem Sejm i Senat, wybrało Józefa Piłsudskiego na Prezydenta Rzeczypospolitej, co było o tyle zaskakujące, że właśnie przeciwko parlamentowi wymierzony był niedawny przewrót. Piłsudski nie przyjął wyboru, uzasadniając tę decyzję zbyt małym zakresem uprawnień, jakie dawała Prezydentowi Rzeczypospolitej konstytucja marcowa; stwierdził jednak, że była to legalizacja zamachu. Na urząd Prezydenta Rzeczypospolitej został w tej sytuacji wybrany Ignacy Mościcki. Utworzony został również nowy rząd, na którego czele stanął Kazimierz Bartel. Jednym z pierwszych podjętych przez Prezesa RM i jego gabinet działań było złożenie projektu zmiany konstytucji, który po licznych modyfikacjach w toku obrad Sejmu i Senatu został uchwalony 2 sierpnia 1926 – stąd potoczna nazwa „nowela sierpniowa”. Zakładała ona wzmocnienie pozycji Prezydenta Rzeczypospolitej i Rady Ministrów kosztem uprawnień organów ustawodawczych. Do najważniejszych zmian należało:
1. Określenie dokładnego terminarza prac Sejmu i Senatu nad projektem ustawy budżetowej. Rząd był zobowiązany złożyć projekt budżetu najpóźniej na 5 miesięcy przed końcem danego roku budżetowego. W przypadku nieuchwalenia przez Sejm lub Senat budżetu w przewidzianych przez konstytucję terminach, Prezydent Rzeczypospolitej ogłaszał budżet przedstawiony w projekcie rządowym lub w takiej formie, w jakiej został opracowany przez izbę we właściwym dla niej terminie.
2. Nowy tryb rozwiązywania Sejmu i Senatu. Prezydent Rzeczypospolitej uzyskał uprawnienie do rozwiązania izb ustawodawczych przed upływem kadencji na wniosek Rady Ministrów, bez konieczności uzyskiwania zgody Senatu, jednak z zastrzeżeniem, że może to zrobić tylko jeden raz z tego samego powodu. Rozwiązanie musiał umotywować w orędziu. Jednocześnie Sejm został pozbawiony prawa do samorozwiązania się.
3. Wprowadzenie rozporządzeń z mocą ustawy. Prezydent Rzeczypospolitej otrzymał prawo wydawania rozporządzeń z mocą ustawy w okresie pomiędzy kadencjami izb ustawodawczych w razie nagłej konieczności państwowej, jednakże nie w kwestiach najważniejszych, za które ustawodawca uznał: zmiany w konstytucji, sprawy budżetowe, liczebność wojska, ustalanie podatków i ceł, wyrażanie zgody na ratyfikację umów międzynarodowych, wprowadzanie zmian w systemie monetarnym oraz konstytucyjną odpowiedzialność ministrów. Poza tym Prezydent Rzeczypospolitej mógł również wydawać rozporządzenia z mocą ustawy na podstawie osobnej ustawy upoważniającej go do wydawania takich rozporządzeń, jednakże z wyjątkiem zmian w konstytucji. Oba rodzaje rozporządzeń z mocą ustawy musiały być podpisane przez Prezesa RM i wszystkich ministrów oraz przedłożone Sejmowi w ciągu 14 dni po najbliższym od momentu publikacji w Dzienniku Ustaw posiedzeniu Sejmu. Sejm mógł je uchylić mocą własnej uchwały (czyli bez udziału Senatu).
4. Ograniczenie możliwości złożenia wniosku o wotum nieufności dla rządu. Nie mógł on być poddany pod głosowanie na tym samym posiedzeniu, na którym został złożony.

## Upamiętnienie
- 2 maja 1921 – Poczta Polska wprowadziła do obiegu serię składającą się z 7 znaczków (nr 128–134 w katalogu Fischera) w walucie markowej z okazji uchwalenia Konstytucji[46].
- Z okazji uchwalenia konstytucji w 1921 został wybity medal upamiętniający to wydarzenie, zaprojektowany przez Jana Raszkę[47].
- 16 marca 2021 – Sejm Rzeczypospolitej Polskiej przyjął przez aklamację uchwałę w sprawie upamiętnienia 100. rocznicy konstytucji marcowej, w której oddał hołd jej twórcom i stwierdził, że założenia konstytucji z 17 marca 1921 stanowią do dzisiaj trwały element polskiego ładu ustrojowego[48].